# Absurdaster
Absurdaster is een geslacht van uitgestorven zee-egels uit de familie Collyritidae.

## Soorten
- Absurdaster hungaricus Kroh, Lukeneder & Gallemí, 2014 †
- Absurdaster meriani (Ooster, 1865) †
- Absurdaster puezensis Kroh, Lukeneder & Gallemí, 2014 †